# La Tentation de Saint Antoine (film)

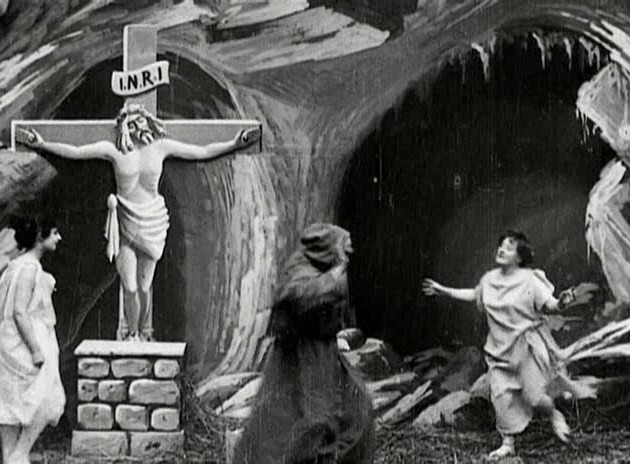
Stillbild från filmen

La Tentation de Saint Antoine ("den helige Antonius' frestelse") är en fransk dramafilm från 1898 i regi av Georges Méliès. Méliès själv spelar huvudrollen som den helige Antonius. Filmen skildrar hur Antonius utsätts för frestelser i Egyptens öken. Speltiden är en minut.
Det var Méliès' första kristna film. I hans övriga religiösa filmografi märks den förlorade Le Christ marchant sur les flots ("Kristus går på vattnet") från 1899 och den ambitiösa Jeanne d'Arc från 1900.

## Handling
Den helige Antonius lever i en grotta i Egyptens öken där han ber inför ett krucifix och läser i en bönbok. Tre lättklädda kvinnor börjar dyka upp ur intet och klänger på honom. När han kysser en relik förvandlas den till en av kvinnorna. Förtvivlad blir Antonius omringad av kvinnorna som dansar runt honom i ring. Han faller på knä inför sitt krucifix, men Jesusfiguren förvandlas till en av kvinnorna. Till slut uppträder en ängel som Antonius faller på knä inför och kvinnorna försvinner.